# Cacopsylla notata
Cacopsylla notata är en insektsart som först beskrevs av Flor 1861.  Cacopsylla notata ingår i släktet Cacopsylla och familjen rundbladloppor.
Artens utbredningsområde är Iran. Inga underarter finns listade i Catalogue of Life.